# Антикоагулант
Антикоагулантите са лекарствени продукти, които пречат на кръвосъсирването. Използват се за предотвратяване на инфаркт, инсулт и белодробна емболия, които могат да възникнат поради тромби. Пример за антикоагулант е хепаринът.
Антикоагуланти не трябва да се приемат при скорошна травма или операция, чернодробно заболяване или кървене в мозъка. При язви, хипертония, бременност и прием на други лекарства предписването на антикоагуланти трябва да се преценява според всеки отделен случай. Не всички видове антикоагуланти са подходящи при определени състояния, например хепаринът не трябва да се приема при тромбоцитопения, варфаринът – при бременност, еклампсия и прееклампсия, едоксабанът – при бъбречни проблеми.